# Alyssum
Alisso (Alyssum L., 1735) è un genere di piante, erette erbacee e perenni (o annuali), appartenente alla famiglia delle Brassicacee.

## Etimologia
Il nome del genere (Alyssum) venne imposto prima dal botanico francese Joseph Pitton de Tournefort (1656-1708) e poi da Linneo (nel 1735). Alyssum deriva dal termine greco alysson e significa "contro la rabbia". Sembra infatti che alcune specie di questo genere abbiano delle proprietà medicinali, utilizzate un tempo per guarire gli infermi, e in particolare per curare l'idrofobia.

Mentre in Italiano volgare queste piante sono chiamate genericamente Alissi; in francese sono note col nome di Alysses ma anche Passerages; mentre nelle lingue anglosassoni si chiamano Madwort.

## Descrizione
L'aspetto di queste piante è suffrutticoso e cespuglioso (a portamento arbustivo). La forma biologica di queste piante è normalmente camefita suffruticosa: sono piante perenni con fusto a tendenza legnosa, ma di modeste dimensioni.

### Fusto
Il fusto è appena legnoso nella parte inferiore, mentre è eretto o ascendente nella parte superiore.

### Foglie
Sono piante normalmente ben fornite di foglie non molto grandi, oblunghe a lamina intera, qualche volta dentate.

### Infiorescenza
Molto spesso l'infiorescenza è formata da grappoli terminali (tipo racemo).

### Fiori
I fiori sono ermafroditi e attinomorfi. Il colore dei fiori è bianco o giallo (raramente rosei o porpora, eventualmente in fase di sboccio). 
- Sepali: sono quattro, tutti eguali e a superficie piana (non saccati).
- Petali: sono rigorosamente quattro (corolla tetramera: appartengono alla famiglia inizialmente chiamata Cruciferae). Ogni petalo può essere intero o retuso fino ad essere bifido, in ogni caso la forma è a cuore rovesciato.
- Stami:  sono 6; quattro uguali e due più piccoli. In certe specie sono profumati gradevolmente.
- Ovario: supero, bicarpellare.
- Impollinazione: entomofila (tramite insetti).

### Frutti
Il frutto è la parte più caratteristica della specie (e della famiglia) : è una siliqua o silquetta deiscente orbiculare o sub - orbiculare. Ogni specie ha poi una sua forma di valve (piatte o leggermente convesse) e un diverso numero di semi.

## Distribuzione e habitat
Le piante del genere Alyssum sono diffuse prevalentemente nei luoghi aridi o sassosi, incolti o sabbiosi dell'Europa, dell'Asia occidentale e centrale, nell'Africa del Nord, e comunque concentrate nei paesi che si affacciano sul mar Mediterraneo.

In Italia la distribuzione è molto eterogenea. Alcune si trovano in tutta l'Italia: A. alyssoides oppure A. minus; altre hanno degli areali molto ristretti: A. corsicum - A. robertianum - A. cuneifolium -  A. leucademun - A. petraeum  -  A. wulfenianum.

## Tassonomia
Il genere Alyssum appartiene alla famiglia delle Brassicaceae (o Cruciferae, nomen conservandum). Comprende (secondo le classificazioni più diffuse e i vari autori) da 75 a 150 specie e oltre, una quindicina delle quali sono indigene (o, in tutti i casi, spontanee) della nostra flora.
Il Sistema Cronquist assegna la famiglia delle Brassicaceae all'ordine Capparales mentre la moderna classificazione APG la colloca nell'ordine Brassicales.
Per individuare le varie specie di questo genere, la sistematica utilizza la forma e i caratteri del frutto (che mediamente è molto persistente, quindi di facile individuazione) e il numero dei semi oltre naturalmente alle dimensioni e la forma delle foglie e dell'infiorescenza.
È interessante riportare anche come i giardinieri, più sbrigativamente, dividono il genere in due grandi gruppi: a fiori bianchi e a fiori gialli.
Le specie del genere Alyssum non sono da confondere con le piante del genere Gynopogon (famiglia delle Apocynaceae); in particolare con Alixia stellata dalla quale si ricava la "corteccia di alisso" usata in farmacopea.

Un'altra possibile fonte di confusione è data dalla pianta Lobularia maritima (L.) Desv. (genere sempre appartenente alla famiglia delle Brassicaceae) il cui sinonimo è appunto Alyssum maritimun Lam. In effetti, nelle vecchie classificazioni le specie dell'attuale genere Lobularia appartenevano al nostro genere.

### Specie
Di seguito un elenco delle sole specie italiane spontanee:
- A. alpestre L. (1767) - Alisso alpestre
- A. alyssoides L. (1759) (sinonimo = A. calycinum L.) - Alisso annuo
- A. argenteum All. (1773) - Alisso argenteo
- A. bertolonii Desv. - Alisso di Bertoloni
- A. corsicum Duby (1828) - Alisso di Corsica
- A. cuneifolium Ten. (1811) - Alisso con foglie di cuneo
- A. diffusum Ten. (1815) - Alisso diffuso
- A. leucademun Guss. - Alisso di Leuca
- A. minus  (L.) Rothm. (1963) (sinonimi  = A. campestre Auct Fl. Ital.; = A. siculum Jordan)  - Alisso campestre
- A. minutum Schlecht (sinonimi = A. foliosum Auct. Fl. Ital.; = A. compactum De Not.) - Alisso minuto
- A. montanum L. (1753) - Alisso montanino
- A. ovirense A.Kerner (1882) - Alisso di Obir
- A. petraeum Ard.  (sinonimo = A. gemonense L.) - Alisso di Gemona
- A. robertianum Bernard - Alisso di Robert
- A. strigosum Banks & Solander (1794) - Alisso magro
- A. wulfenianum Schltdl. (1815) - Alisso di Wulfen

Per meglio comprendere ed individuare le varie specie del genere (solamente per le specie spontanee della nostra flora) l'elenco seguente utilizza il sistema delle chiavi analitiche.
- Gruppo 1A : piante perenni suffrutticose (piccola pianta legnosa con rami erbacei);
  - Gruppo 2A : petali retusi (bifidi); frutti con 2 - 4 semi per loggia;
    - Gruppo 3A : fusti legnosi con rosette di foglie; fusti fioriferi con foglie più piccole; frutti a valve glabre;
      - Gruppo 4A : foglie basali lunghe 4 - 12 cm con lamina a denti ottusi;

A. leucadeum Guss - Alisso di Leuca: 4 semi per loggia (diametro 4 mm) con ala larga.
- Gruppo 4B : foglie basali lunghe 3 - 5 cm, intere; 2 semi per loggia (diametro 1,5 - 1,8 mm) con ala larga;

A. petraeum Ardonio (sinonimo = A. gemonense L.) - Alisso di Gemona
- Gruppo 3B : fusti legnosi striscianti (senza rosette); foglie progressivamente ridotte verso l'alto; frutti a valve grigio - tormentose;

- Gruppo 5A : frutti discoidali; infiorescenza a racemo allungato:

A. montanum L. - Alisso montanino: frutto lungo il doppio dello stilo; foglie inferiori lunghe 10 - 20 mm.
A. diffusum Ten. - Alisso diffuso: frutto lungo come lo stilo; foglie inferiori lunghe 6 - 7 mm.
- Gruppo 5B : frutti cilindrici lunghi; infiorescenza a racemo molto breve;

- Gruppo 6A : frutto con valve tormentose:

A. cuneifolium Ten. - Alisso con foglie a cuneo
- Gruppo 6B : frutto con peli sparsi;

A. wulfenianum Bernh. -  Alisso di Wulfen: foglie lineari spatolate molto allungate con fusti eretti;
A. ovirense Kerner - Alisso di Obir: foglie spatolate a cucchiaio con lamina subrotonda; fusti striscianti e prostrati;
- Gruppo 2B : petali arrotondati; frutti con 1 seme per loggia;

- Gruppo 7A : foglie cauline lunghe fino a 35 mm;

- Gruppo 8A: portamento cespuglioso con rami legnosi; forte dimorfismo delle foglie; frutto subglabro:

A. corsicum Duby - Alisso di Corsica
- Gruppo 8B: legnosi solo i fusti alla base; foglie omogenee; frutto pubescente:

A. argenteum All. - Alisso argenteo: semi con ale larghe da 0,5 a 0,8 mm;
A. bertolonii Desv. - Alisso di Bertoloni: semi con ali meno lunghe (0,2 mm);
- Gruppo 7B:  foglie cauline meno lunghe (4 - 10 mm);

- Gruppo 9A: foglie verdi sulla lamina superiore e bianche sotto; frutti subcircolari da 5 mm; semi con ali piccole (0,2 mm); semi da 2 mm; petali 3 - 4 mm:

A. robertianum Bernard - Alisso di Robert
- Gruppo 9B:  foglie tormentose bianche sia sopra che sotto; frutto piccolo; semi senza ali;

A. alpestre L. - Alisso alpestre: sepali maggiori di 2 mm; petali maggiori di 2,5 mm.
- Gruppo 1B : piante annue con fusti eretti semplici o ramosi;
  - Gruppo 10A: frutto glabro; racemo corimboso e denso;

A. minutum Schlect (sinonimi = A. foliosum Auct Fl. Ital.; = A. compactum De Not) -  Alisso minuto
- Gruppo 10B:  frutto tormentoso; racemo lineare e allungato;

- Gruppo 11A : sepali persistenti; frutti con stilo 0,5 mm; filamenti dei 2 stami brevi;

A. alyssoides L. (sinonimo = A. calycinum L.) - Alisso annuo
- Gruppo 11B : sepali caduchi; frutto con stilo lungo (0,7 - 1,6 mm); filamenti dei 2 stami con ala dentata;

A. minus (L.) Rothm. (sinonimi = A. campestre Auct. Fl. Ital.; = A. siculum Jordan) - Alisso campestre: frutto coperto da peli stellati; ala dei filamenti breve;
A. strigosum Banks et Solander (sinonimo = A. campestre Auct. Fl. Ital.) - Alisso magro: frutto coperto da peli stellati e peli patenti bifidi; ala dei filamenti più lunga;

## Usi

### Giardinaggio
Gli alissi sono quasi esclusivamente piante da giardinaggio, questo per la bellezza dei loro fiori, facilità di coltura e fioritura precoce.

## Galleria d'immagini

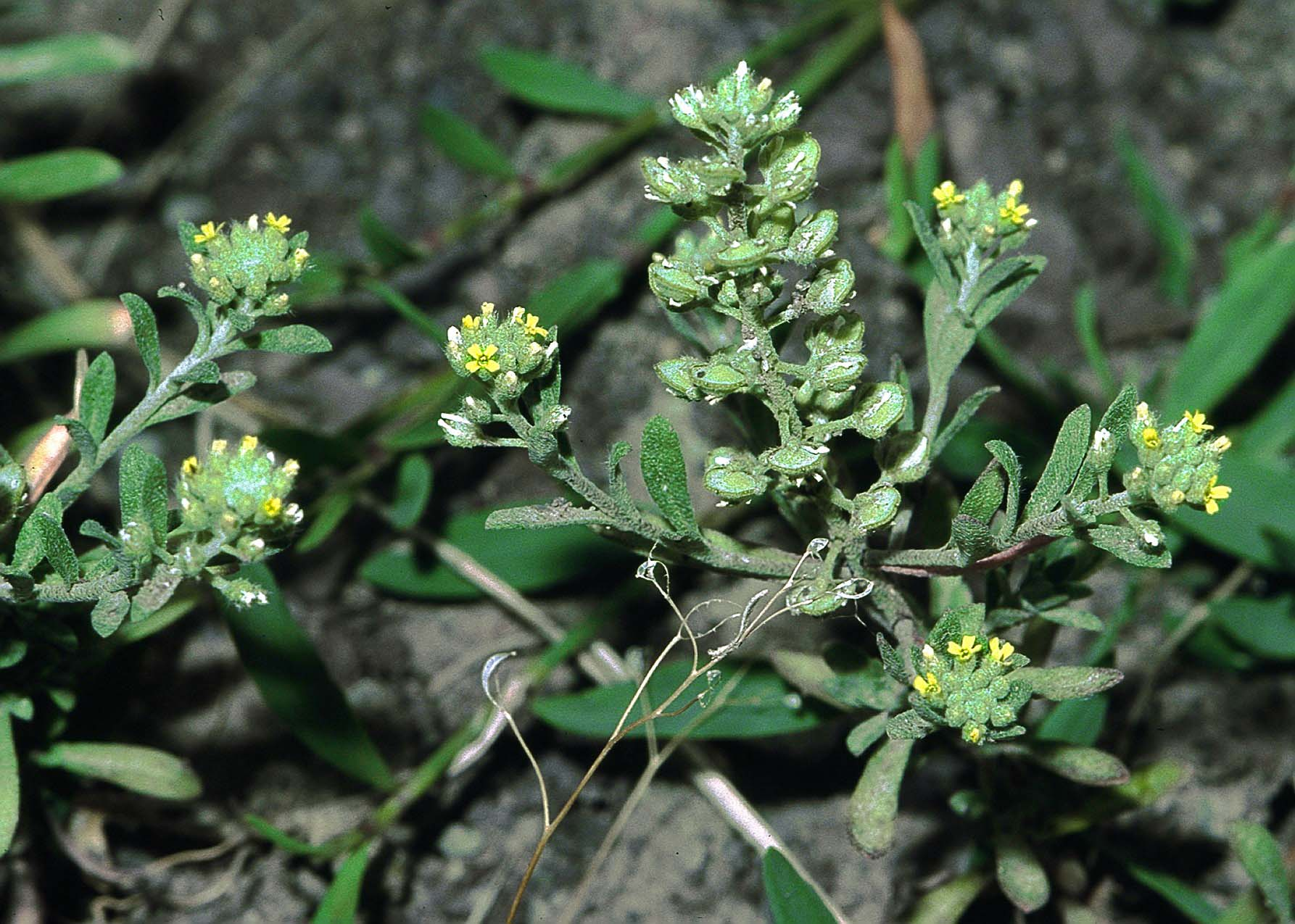
A. alyssoides L.
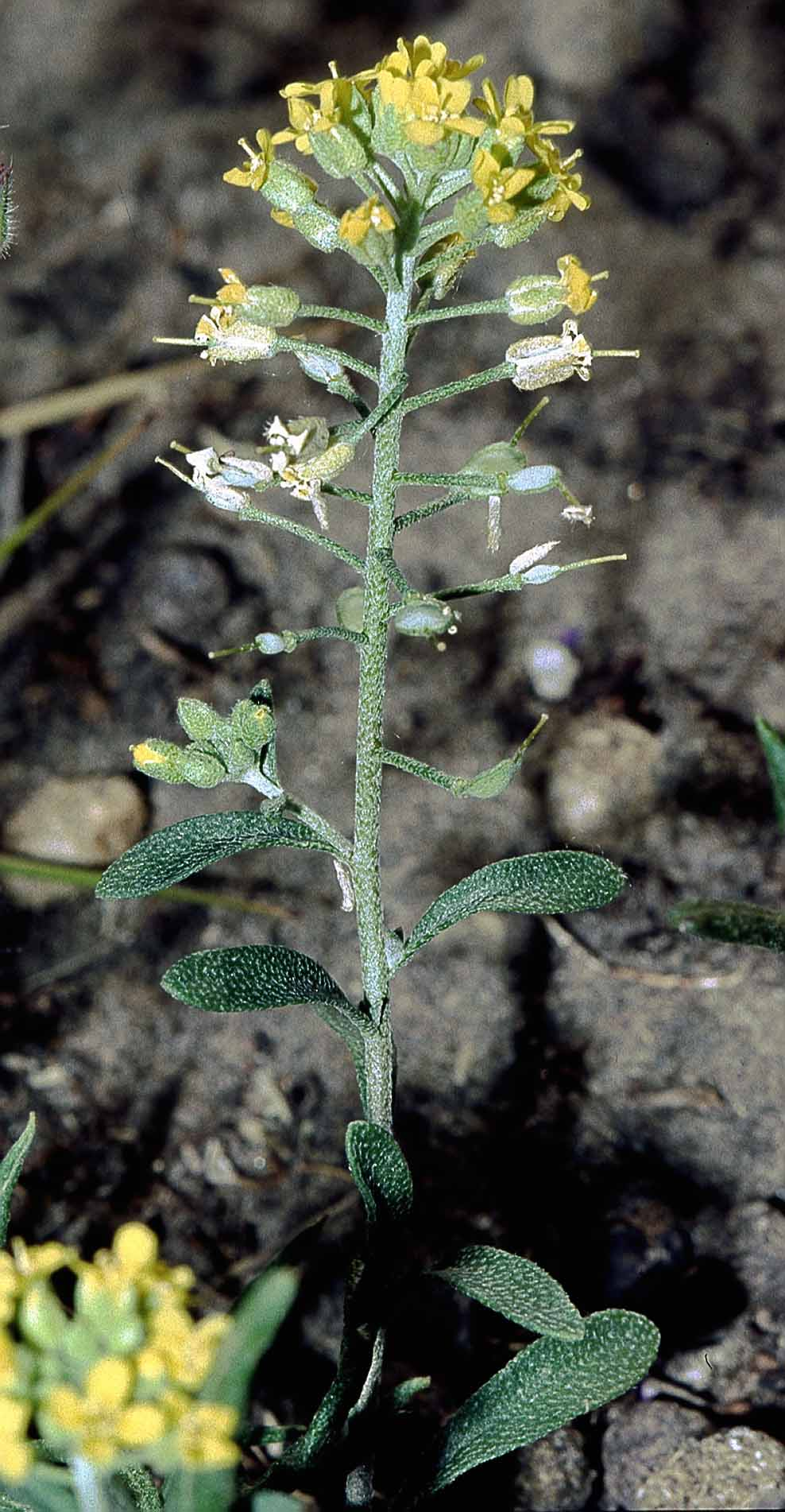
A. gmelinii Jord. & Fourr.
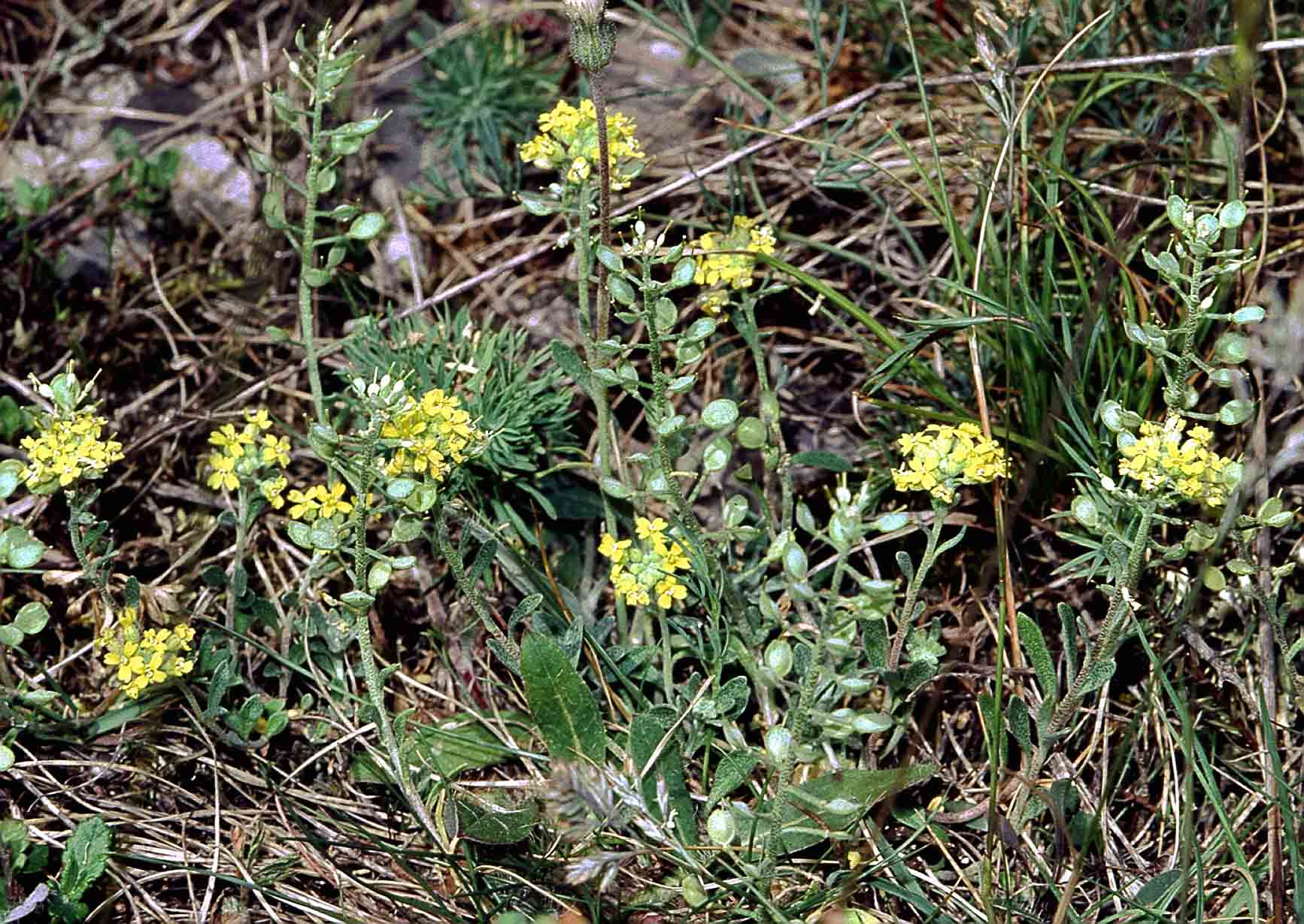
A. montanum L.
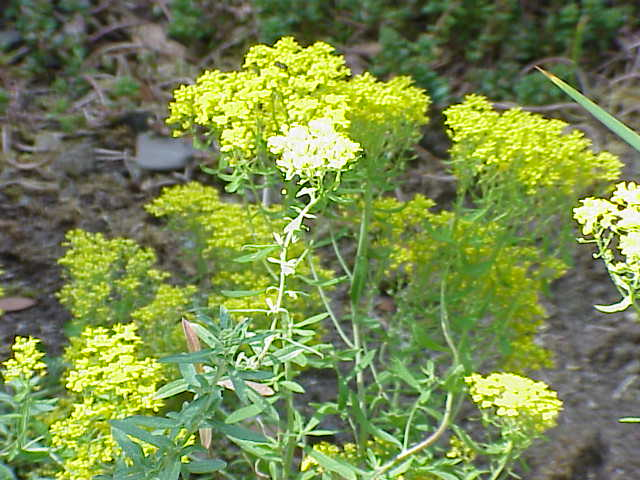
A. murale Waldst. & Kit.